# Ukrainischer Fußballpokal 2024/25
Der Ukrainische Fußballpokal 2024/25 war die 33. Austragung des ukrainischen Pokalwettbewerbs der Männer. Das Finale fand am 14. Mai 2025 in Schytomyr statt.

## Modus
Alle Begegnungen wurden in einem Spiel ausgetragen. Bei unentschiedenem Ausgang wurde zur Ermittlung des Siegers eine Verlängerung gespielt. Stand danach kein Sieger fest, folgte ein Elfmeterschießen. Die unterklassigen Teams hatten Heimrecht.

## Teilnehmende Teams
| Premjer-Liha (16) (Level 1) | Premjer-Liha (16) (Level 1) | Perscha Liha (18) (Level 2) Gruppe A0000000000Gruppe B | Perscha Liha (18) (Level 2) Gruppe A0000000000Gruppe B | Druha Liha (13) (Level 3) | Amateur-Pokal (2) Amateure                                                                      |
| --- | --- | --- | --- | --- | ----------------------------------------------------------------------------------------------- |
| - Dynamo Kiew - Inhulez Petrowe - Karpaty Lwiw - Kolos Kowaliwka - Krywbas Krywyj Rih - LNS Tscherkassy - Liwyj Bereh Kiew - Obolon Kiew | - FK Oleksandrija - FK Polissja Schytomyr - Ruch Lwiw - Schachtar Donezk - Sorja Luhansk - Tschornomorez Odessa - NK Weres Riwne - Worskla Poltawa | - Ahrobisnes Wolotschysk - FSK Bukowina Czernowitz - FK Chust - Dinas Wyschhorod - Epicenter Kamjanez-Podilskyj - Kremin Krementschuk - FK Kudriwka - FSK Mariupol - Metalist Charkiw | - Metalist Charkiw - Metalurh Saporischschja - FK Mynaj - Nywa Ternopil - Podillja Chmelnyzkyj - SK Poltawa - FK Prykarpattja Iwano-Frankiwsk - UCSA Tarassiwka - Wiktorija Sumy | - Hirnyk-Sport Horischni Plawni - FK Kulykiw-Bilka - Lokomotive Kiew - Nywa Winnyzja - Probij Horodenka - Real-Pharma Odessa - FK Rewera 1908 - Skala 1911 Stryj - FK Trostjanez - FK Tschajka - FK Tschernihiw - FK Uschhorod - SK Wilchiwzi | - FK Mikolajiw 1 - Olimpija Sawynzi 2 1 Sieger Amateurcup 2023/24 2 Finalist Amateurcup 2022/23 |

## 1. Qualifikationsrunde
Teilnehmer: 13 Drittligisten, 17 Zweitligisten und zwei Amateurclubs.
| Datum      |                                     | Ergebnis              |                                      |
| ---------- | ----------------------------------- | --------------------- | ------------------------------------ |
| 03.08.2024 | FK Tschernihiw (III)                | 1:0                   | FK Tschajka (III)                    |
| 03.08.2024 | Real-Pharma Odessa (III)            | 0:3                   | UCSA Tarassiwka (II)                 |
| 03.08.2024 | Dinas Wyschhorod (II)               | 1:2                   | FK Kudriwka (II)                     |
| 03.08.2024 | Wiktorija Sumy (II)                 | 1:0                   | Metalurh Saporischschja (II)         |
| 03.08.2024 | Hirnyk-Sport Horischni Plawni (III) | 3:1                   | FSK Mariupol (II)                    |
| 03.08.2024 | Lokomotive Kiew (III)               | 1:4                   | Metalist Charkiw (II)                |
| 03.08.2024 | FK Kulykiw-Bilka (III)              | 0:0 n. V. (4:2 i. E.) | Nywa Winnyzja (III)                  |
| 03.08.2024 | FK Trostjanez (III)                 | 0:1                   | SK Poltawa (II)                      |
| 03.08.2024 | FK Rewera 1908 (III)                | 2:2 n. V. (2:4 i. E.) | Podillja Chmelnyzkyj (II)            |
| 03.08.2024 | SK Wilchiwzi (III)                  | 0:0 n. V. (5:6 i. E.) | FK Metalist 1925 Charkiw (II)        |
| 03.08.2024 | Skala 1911 Stryj (III)              | 2:0                   | Epicenter Kamjanez-Podilskyj (II)    |
| 03.08.2024 | FK Uschhorod (III)                  | 0:4                   | FK Prykarpattja Iwano-Frankiwsk (II) |
| 03.08.2024 | FK Mikolajiw (Am)                   | 1:0                   | Ahrobisnes Wolotschysk (II)          |
| 03.08.2024 | Nywa Ternopil (II)                  | 1:1 n. V. (3:4 i. E.) | FSK Bukowina Czernowitz (II)         |
| 04.08.2024 | Olimpija Sawynzi (Am)               | 2:0                   | Kremin Krementschuk (II)             |
| 04.08.2024 | Probij Horodenka (III)              | 4:0                   | FK Chust (II)                        |

## 2. Qualifikationsrunde
Teilnehmer: Die 16 Sieger der 1. Qualifikationsrunde und die zwei Mannschaften des Miniturniers 1./2. Liga.
| Datum      |                                      | Ergebnis              |                                     |
| ---------- | ------------------------------------ | --------------------- | ----------------------------------- |
| 11.08.2024 | FK Mikolajiw (Am)                    | 3:1                   | Metalist Charkiw (II)               |
| 12.08.2024 | Probij Horodenka (III)               | 1:1 n. V. (4:3 i. E.) | FK Kulykiw-Bilka (III)              |
| 12.08.2024 | FK Metalist 1925 Charkiw (II)        | 5:3 n. V.             | SK Poltawa (II)                     |
| 12.08.2024 | FK Tschernihiw (III)                 | 0:1                   | Wiktorija Sumy (II)                 |
| 12.08.2024 | FK Prykarpattja Iwano-Frankiwsk (II) | 0:1                   | FSK Bukowina Czernowitz (II)        |
| 12.08.2024 | Podillja Chmelnyzkyj (II)            | 0:1                   | UCSA Tarassiwka (II)                |
| 12.08.2024 | Skala 1911 Stryj (III)               | 1:3                   | FK Mynaj (II)                       |
| 13.08.2024 | FK Kudriwka (II)                     | 3:2                   | Liwyj Bereh Kiew (I)                |
| 13.08.2024 | Olimpija Sawynzi (Am)                | 4:2                   | Hirnyk-Sport Horischni Plawni (III) |

## 3. Qualifikationsrunde
Teilnehmer: Die neun Sieger der 2. Qualifikationsrunde und sieben Erstligisten.
| Datum      |                        | Ergebnis              |                              |
| ---------- | ---------------------- | --------------------- | ---------------------------- |
| 21.08.2024 | Probij Horodenka (III) | 2:2 n. V. (4:2 i. E.) | Inhulez Petrowe (I)          |
| 21.08.2024 | FK Mynaj (II)          | 0:2                   | Wiktorija Sumy (II)          |
| 21.08.2024 | Karpaty Lwiw (I)       | 3:0                   | Tschornomorez Odessa (I)     |
| 21.08.2024 | Kolos Kowaliwka (I)    | 0:0 n. V. (4:5 i. E.) | Obolon Kiew (I)              |
| 21.08.2024 | Olimpija Sawynzi (Am)  | 1:4                   | Sorja Luhansk (I)            |
| 21.08.2024 | FK Mikolajiw (Am)      | 1:2                   | FSK Bukowina Czernowitz (II) |
| 22.08.2024 | Metalist Charkiw (II)  | 0:4                   | NK Weres Riwne (I)           |
| 22.08.2024 | FK Kudriwka (II)       | 0:4                   | UCSA Tarassiwka (II)         |

## Achtelfinale
Teilnehmer: Die acht Sieger der 3. Qualifikationsrunde und die 8 Erstligisten der Saison 2023/24 (Platz 1–3 und 5–9).
| Datum      |                           | Ergebnis              |                              |
| ---------- | ------------------------- | --------------------- | ---------------------------- |
| 29.10.2024 | Ruch Lwiw (I)             | 1:0                   | Karpaty Lwiw (I)             |
| 30.10.2024 | UCSA Tarassiwka (II)      | 1:4                   | FK Oleksandrija (I)          |
| 30.10.2024 | Probij Horodenka (II)     | 0:1                   | FSK Bukowina Czernowitz (II) |
| 30.10.2024 | NK Weres Riwne (I)        | 2:1 n. V.             | Obolon Kiew (I)              |
| 30.10.2024 | Wiktorija Sumy (II)       | 2:2 n. V. (5:3 i. E.) | LNS Tscherkassy (I)          |
| 30.10.2024 | Worskla Poltawa (I)       | 1:2 n. V.             | Dynamo Kiew (I)              |
| 30.10.2024 | Schachtar Donezk (I)      | 1:0                   | Sorja Luhansk (I)            |
| 30.10.2024 | FK Polissja Schytomyr (I) | 2:1                   | Krywbas Krywyj Rih (I)       |

## Viertelfinale
| Datum      |                              | Ergebnis  |                           |
| ---------- | ---------------------------- | --------- | ------------------------- |
| 01.04.2025 | FSK Bukowina Czernowitz (II) | 2:1       | Wiktorija Sumy (II)       |
| 02.04.2025 | FK Oleksandrija (I)          | 0:1 n. V. | Schachtar Donezk (I)      |
| 02.04.2025 | NK Weres Riwne (I)           | 0:1 n. V. | FK Polissja Schytomyr (I) |
| 02.04.2025 | Ruch Lwiw (I)                | 0:1       | Dynamo Kiew (I)           |

## Halbfinale
| Datum      |                              | Ergebnis  |                      |
| ---------- | ---------------------------- | --------- | -------------------- |
| 23.04.2025 | FSK Bukowina Czernowitz (II) | 1:4       | Dynamo Kiew (I)      |
| 23.04.2025 | FK Polissja Schytomyr (I)    | 0:1 n. V. | Schachtar Donezk (I) |

## Finale
| Paarung          | Schachtar Donezk – Dynamo Kiew |
| Ergebnis         | 1:1 n. V. (1:1, 0:1), 6:5 i. E. |
| Datum            | 14. Mai 2025 um 17:30 Uhr |
| Stadion          | Zentralstadion, Schytomyr |
| Zuschauer        | 4.740 |
| Schiedsrichter   | Oleksandr Balakin |
| Tore             | 0:1 Andrij Jarmolenko (43.) 1:1 Kauã Elias (64.) Elfmeterschießen: 1:0 Jehor Nasaryna 1:1 Wladyslaw Wanat 2:1 Alisson Santana 2:2 Wolodymyr Braschko 3:2 Kevin Santos Lopes 3:3 Oleksandr Pichaljonok 4:3 Kauã Elias 4:4 Kostjantyn Wiwtscharenko 5:4 Alaa Ghram 5:5 Mykola Mychajlenko 6:5 Dmytro Kryskiw Oleksandr Karawajew (gehalten)                                                                              |
| Schachtar Donezk | Dmytro Risnyk – Vinícius Tobias (102. Alaa Ghram), Walerij Bondar, Mykola Matwijenko , Pedro Henrique – Artem Bondarenko (62. Jehor Nasaryna), Marlon Gomes (62. Dmytro Kryskiw), Heorhij Sudakow (90. Viktor Tsukanov) – Pedrinho (62. Alisson Santana), Eguinaldo (46. Kauã Elias), Kevin Santos Lopes Cheftrainer: Marino Pušić ( Kroatien)                                                                         |
| Dynamo Kiew      | Ruslan Neschtscheret – Oleksandr Tymtschyk, Denys Popow, Taras Mychawko (112. Kristian Bilowar), Wladislaw Dubintschak (104. Kostjantyn Wiwtscharenko) – Mykola Schaparenko (74. Wolodymyr Braschko), Mykola Mychajlenko, Witalij Bujalskyj (81. Oleksandr Pichaljonok) – Andrij Jarmolenko (81. Wikentij Woloschin), Wladyslaw Wanat, Wladyslaw Kabajew (91. Oleksandr Karawajew) Cheftrainer: Oleksandr Schowkowskyj |
| Gelbe Karten     | Eguinaldo (34.), Marlon Gomes (53.) – Wladyslaw Wanat (53.), Andrij Jarmolenko (61.), Wladislaw Dubintschak (97.), Mykola Mychajlenko (120.+9') |